# Phyllospongia macropora
Phyllospongia macropora är en svampdjursart som beskrevs av Lendenfeld 1889. Phyllospongia macropora ingår i släktet Phyllospongia och familjen Thorectidae.
Artens utbredningsområde är havet kring Nya Zeeland. Inga underarter finns listade i Catalogue of Life.